# Nikotin (Roman)
Nikotin (Originaltitel Three Act Tragedy) ist der 16. Kriminalroman von Agatha Christie. Er erschien zuerst 1934 in den USA bei Dodd, Mead and Company unter dem Titel Murder in Three Acts und im Januar 1935 im Vereinigten Königreich im Collins Crime Club unter seinem Originaltitel. 1935 veröffentlichte der Goldmann-Verlag die deutsche Erstausgabe mit der Übersetzung von Otto van Bebber. 2016 erschien im Atlantik Verlag Hamburg eine Neuübersetzung von Henning Ahrens unter dem Titel Eine Tragödie in drei Akten : ein Fall für Poirot.
Es ermittelt Hercule Poirot gemeinsam mit Mr. Satterthwaite, der dem Leser aus der Sammlung von Kriminalgeschichten Der seltsame Mister Quin aus dem Jahr 1930 bekannt ist.

## Handlung
Der Roman, der wie ein klassisches Theaterstück gegliedert ist, beginnt mit einer Dinnerparty im Hause des Schauspielers Sir Charles Cartwright. Dieses Haus, das „Krähennest“, liegt hoch über Loomouth und ist ein moderner Bungalow, mit allen Annehmlichkeiten ausgestattet. Während der Cocktails vor dem Dinner bricht der Pfarrer plötzlich zusammen und ist tot. Man vermutet einen natürlichen Tod, entdeckt aber bald, dass der Pfarrer vergiftet worden ist – mit Nikotin.
Dann stirbt auch Sir Bartholomew Strange auf seinem Landsitz in Yorkshire – auf die gleiche Art, vergiftet durch Nikotin. Hermione, genannt „Egg“ und Tochter von Lady Mary Lytton Gore, ist beide Male Zeugin des Vorfalls. Sie schreibt an Sir Charles, mit dem sie befreundet ist und der sich, so wie Satterthwaite und Poirot, an der Riviera aufhält. Sir Charles und Satterthwaite reisen umgehend nach Yorkshire und nehmen gemeinsam mit dem örtlichen Polizeichef, Oberst Johnson, die Ermittlungen auf. Die meisten Spuren führen zu einem Mr. Ellis, der kurzfristig bei Sir Bartholomew Strange als Butler beschäftigt war und nun verschwunden ist. Aber auch Oliver Manders gerät in Verdacht, weil er am Abend vor dem Mord einen Unfall in der Nähe von Sir Bartholomew Stranges Haus hatte.
Da zwischen beiden Morden ein Zusammenhang zu bestehen scheint, begeben sich beide nach Loomouth, um noch einmal mit Lady Mary und ihrer Tochter zu sprechen. Während dieser „Konferenz“ betritt Poirot die Szene, der, von der Riviera heimgekehrt, zu Satterthwaite wollte, diesen aber in London nicht antraf.
Poirot ermittelt, dass der erste Mord nur eine „Generalprobe“ war, um von dem eigentlichen Opfer, Sir Bartholomew Strange, abzulenken. Der Arzt ist ein Jugendfreund von Sir Charles und weiß von dessen früherer Heirat mit einer Frau, die seit vielen Jahren in einem Pflegeheim lebt. Die Scheidung verbietet sich aus diesen Gründen und so stand das Wissen des Arztes einer Bigamie im Wege. Das Gift hatte Sir Charles aus einem Mittel zur Behandlung von Rosen gewonnen.

## Personen
- Hercule Poirot, der berühmte belgische Detektiv
- Sir Charles Cartwright, ein Schauspieler

Die Hausgäste des „Krähennestes“: 
- Mr. Satterthwaite, ein sympathischer Snob,
- Sir Bartholomew Strange – ein Arzt aus der Harley Street,
- Miss Milray, die Hausdame
- Angela Sutcliffe, eine Schauspielerin
- Mr. und Mrs. Dacres, Besitzerin eines Modeateliers
- Anthony Astor, eigentlich Miss Muriel Wills, eine Bühnenschriftstellerin

Die Einheimischen:
- Mr. und Mrs. Babbington, der Pfarrer von Loomouth und seine Frau
- Lady Mary Lytton Gore
- Miss Hermione Lytton Gore, genannt „Egg“, Tochter von Lady Mary
- Oliver Manders, ein Journalist

und 
- Oberst Johnson, ein Polizeibeamter aus Yorkshire

## Kritiken
Das Times Literary Supplement vom 31. Januar 1935 räumt ein, dass nur sehr wenige Leser den Mörder erraten werden, bevor Poirot das Geheimnis lüftet, beschwert sich aber darüber, dass das Motiv des Mörders der an sich sehr guten Geschichte schade.
Isaac Anderson sagt in der The New York Times Book Review vom 7. Oktober 1934, dass das Motiv ganz ungewöhnlich in den Annalen des Verbrechens ist. Aber da es sich um einen Agatha-Christie-Krimi mit Hercule Poirot in der Hauptrolle handelt, ist es unnötig zu sagen, dass es sich gut liest.

## Beziehungen zu anderen Werken
Im dritten Teil von Hercule Poirots Weihnachten spielt Colonel Johnsen auf die Geschehnisse in diesem Roman an.
Im Kapitel 5 des dritten Aktes erzählt Poirot von einem Fehler in seiner Karriere, den er einst in Belgien begangen habe. Das deutet auf die Kriminalgeschichte Die Pralinenschachtel hin. In einem Gespräch mit Mr. Satterthwaite im zweiten Akt, Kapitel 1 erwähnt Poirot Styles, den Schauplatz von Agatha Christies erstem Roman Das fehlende Glied in der Kette. Am Ende des zweiten Aktes will Mr. Satterthwaite gerade von seinen kriminalistischen Erfahrungen mit Harley Quin berichten, als er von Sir Charles unterbrochen wird – ein Hinweis auf den Band mit Kriminalgeschichten Der seltsame Mister Quin.

## Wichtige Ausgaben
- 1934 Erstausgabe USA Dodd Mead and Company (New York)
- 1935 Erstausgabe UK Collins Crime Club (London)
- 1935 Deutsche Erstausgabe, Übersetzung von Otto Albrecht van Bebber, Bern-Leipzig-Wien: Goldmann Verlag
- 2012 Neuübersetzung von Henning Ahrens, Frankfurt am Main: Fischer-Taschenbuch-Verlag
- 2016 Neuausgabe der Übersetzung von Henning Ahrens unter dem Titel Tragödie in drei Akten, Hamburg: Atlantik Verlag

## Verfilmungen

### Tödliche Parties
1986 entstand ein Fernsehfilm mit Peter Ustinov als Hercule Poirot. Sir Charles wird von Tony Curtis gespielt. Die Handlung wird aus den 1930er in die 1980er Jahre und von England nach Acapulco verlegt. Die Figur des Mr. Satterthwaite wird durch die des dem Publikum bekannteren Arthur Hastings ersetzt. Man verwendet den ursprünglichen amerikanischen Buchtitel Murder in Three Acts als Filmtitel.

### Three Act Tragedy
2009 entstand für die britische Fernsehserie Agatha Christie’s Poirot die Adaption Three Act Tragedy, die am 3. Januar 2010 ausgestrahlt wurde. David Suchet spielte Hercule Poirot. Die Figur des Mr. Satterthwaite entfällt hier ganz.

## Hörbücher
Dieser Roman ist einer der wenigen der Autorin, von denen es keine allgemein zugängliche Umsetzung als Hörbuch in deutscher Sprache gibt.
Für blinde und sehbehinderte Menschen gibt es eine Ausgabe als DAISY-Hörbuch, die bei den einzelnen Blindenhörbüchereien ausgeliehen werden kann. Das Hörbuch wurde 1989 von der Blindenhörbücherei Marburg produziert. Der Sprecher ist der bekannte Hörfunk- und Fernsehmoderator Thomas Koschwitz. Die Spieldauer beträgt 6 Stunden und 20 Minuten.